# Geovah Amarante
Geovah José de Freitas Amarante (São Francisco do Sul, 14 de março de 1936 – Joinville, 8 de fevereiro de 2009) foi um político brasileiro.

## Vida
Filho de Bráulio Ezequiel Amarante e de Eliziária de Freitas Amarante. Casado com Dirce Amarante, com quem teve 3 filhos.

## Carreira
Foi deputado à Assembleia Legislativa de Santa Catarina na 9ª legislatura (1979 — 1983), eleito pelo Movimento Democrático Brasileiro (MDB), e na 10ª legislatura (1983 — 1987), eleito pelo Partido do Movimento Democrático Brasileiro (PMDB). Em 1986, também pelo PMDB, foi eleito deputado federal, exercendo mandato de 1987 a 1991. Neste período, participou da elaboração da Constituição Federal de 1988. Ao morrer, era presidente de honra do PMDB catarinense.